# Hilmersberg (Solling)
Der Hilmersberg ist ein etwa 361,8 m ü. NN hoher Berg im Solling im Landkreis Northeim, Niedersachsen (Deutschland). Er liegt im Naturpark Solling-Vogler westlich des an der Ahle liegenden Kammerborn (Ortsteil von Uslar) und östlich des am Reiherbach gelegenen Polier (Ortsteil von Bodenfelde).